# John Constable
Pour les articles homonymes, voir Constable.
John Constable (11 juin 1776 à East Bergholt, dans le  Suffolk, en Angleterre - 31 mars 1837 à Hampstead, Londres, en Angleterre) est un peintre paysagiste britannique du XIXe siècle considéré comme un précurseur de l'impressionnisme.
Il a également été professeur à l'université de Cambridge (Angleterre).

## Biographie
John Constable est le quatrième enfant d'Ann Watts et Golding Constable, un riche exploitant agricole qui tenait aussi un florissant moulin sur la Stour, à Flattford, entre East Bergholt et Dedham. C'est dans ce périmètre étroit – quelques kilomètres carrés – que se déroula son enfance. La région de Dedham Vale dans le Suffolk est encore connue comme le « Pays de Constable ».
John est d'abord destiné à l'état ecclésiastique, mais à l'âge de 16 ans, on lui demande de reprendre l'entreprise familiale et en particulier le moulin, à la place de son frère aîné. Trois ans plus tard, par l'intermédiaire de Lady Beaumont qui avait une maison à Dedham, il rencontre l'un des grands amateurs d'art de son temps, Sir Georges Beaumont, à la fois collectionneur et mécène.

### Formation
En 1795, sur les instances de Sir Georges, son père, bien que réticent, accepte qu'il parte étudier à Londres et lui fournit l'aide nécessaire à son installation. Il est accepté comme élève à la Royal Academy. Il fait la connaissance de l'éminence grise de l'Académie, l'académicien Joseph Farington, qui sera son guide et un utile mentor. C'est cependant Benjamin West, alors président de l'Académie qui, en 1805, lui donne un conseil précieux : « N'oubliez jamais, Monsieur, que la lumière et l'ombre ne restent jamais immobiles ». Pendant des années il va étudier les maîtres anciens et leurs paysages et tout particulièrement, chez Lord Beaumont, Agar et l'Ange de Claude Lorrain. Il admire Turner, son contemporain, déjà très célèbre et, plus que tout autre, un grand ancien de l'Académie, Gainsborough. Il étudie aussi Rubens, Ruysdael et Rembrandt. Il travaille avec Farrington et Reinagh, produisant quelques sujets historiques et quelques portraits, mais son véritable maître est la nature. Il l'étudie avec passion et il sait en traduire le charme dès ses premières aquarelles ou esquisses à l'huile d'après nature.
Il fait son premier envoi à la Royal Academy en 1802, un petit tableau, probablement La Lisière d'un bois, dans lequel se lit clairement l'influence des Hollandais et de Gainsborough.
En 1806, il fait le voyage que font presque tous les paysagistes anglais de son époque. La guerre ne leur permettant plus de faire le Grand Tour sur le continent, ils sillonnent la région des lacs du Nord de l'Angleterre. Constable y rencontre les fameux poètes de son temps que sont Wordsworth et Coleridge. Il y réalise des aquarelles mais ces spectacles grandioses ont plutôt tendance à l'angoisser et il n'en fera jamais des peintures à l'huile. Il préfère revenir à sa « chère vallée ».

### Les premières grandes compositions
Dans les années 1810, il expose régulièrement à la Royal Academy of Arts, mais les ventes sont rares. Il lui faudra encore attendre dix ans pour devenir membre associé de l'Académie.
En 1811 il rencontre celui qui le soutiendra toute sa vie, John Fisher, plus jeune que lui d'une douzaine d'années. Prêtre anglican et peintre amateur, il fut toujours un conseiller et un ami particulièrement dévoué.
Cette même année, il se fiance à Maria Bicknell, dont il avait fait la connaissance en 1800 alors qu'elle n'avait que treize ans. C'est la petite fille de Mr Rude, riche pasteur d'East Bergholt. Mais son père, homme de loi proche du roi, et surtout son grand-père, s'opposent à cette union avec un « homme de moindre fortune et... sans profession ». Selon le biographe et ami de Constable, C. R. Leslie, « à l'âge de vingt-neuf ans, Maria se sentit en droit de prendre elle-même une décision ». C'est le révérend John Fisher qui célèbre le mariage le 2 octobre 1816. Fisher, qui a toujours soutenu Constable et achetait ses œuvres lors de ses problèmes financiers, invite le jeune couple à passer son voyage de noces chez lui à Osmington près de Weymouth, sur la côte sud. Constable y peint plusieurs grandes toiles pleines du grand vent de la mer, et les portraits du Révérend John Fisher et de son épouse Mary, conservés à Cambridge.
Il continue de peindre la vallée de la Stour et en 1815 expose Bateau en construction. Mais il perd ses parents et se détache lentement de la région. Son dernier grand séjour à East Bergholt date de 1817.

Les premières grandes compositions
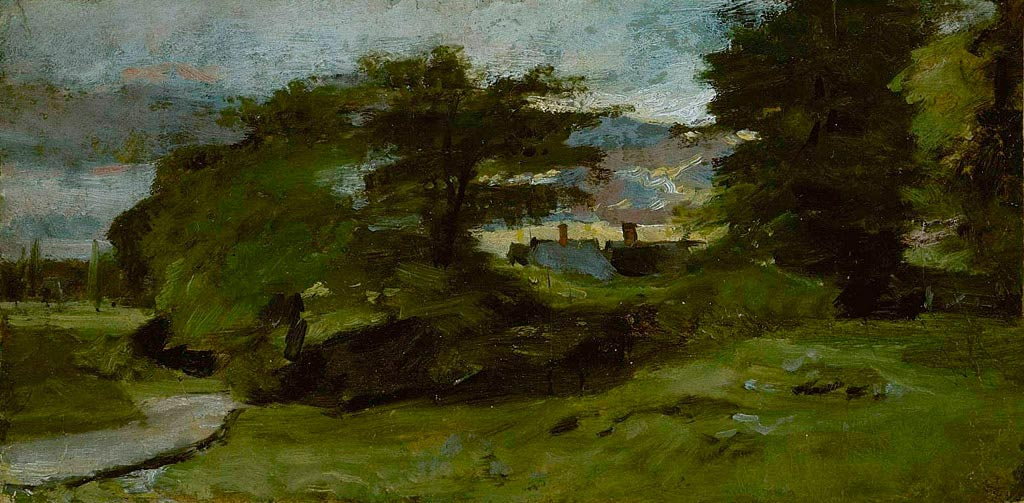
Paysage avec cottages, 1809-1810, huile sur toile, Art Institute of Chicago (Chicago).
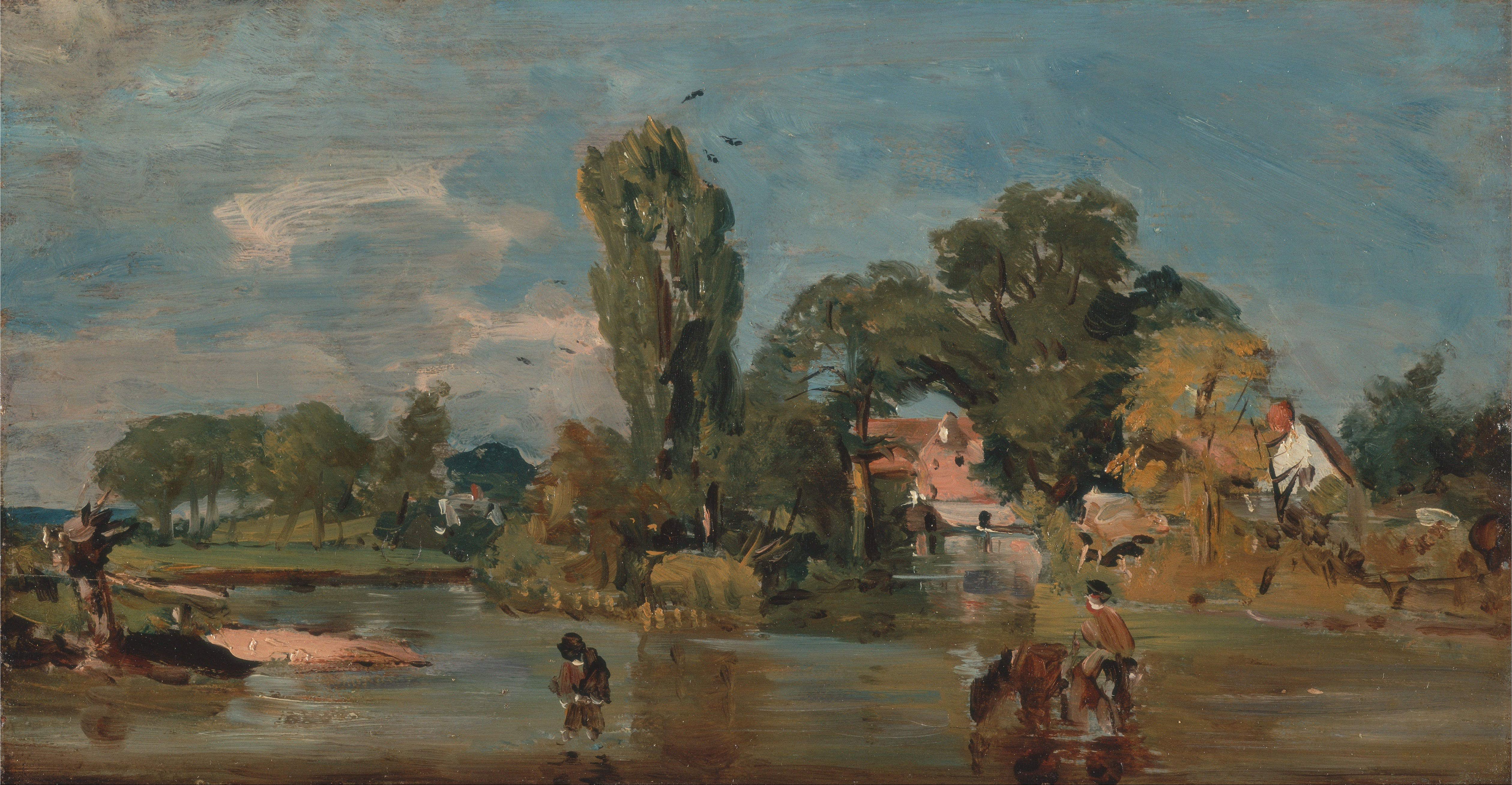
Flatford Mill, 1810-1811, huile sur toile. Yale Center for British Art, New Haven (Connecticut).
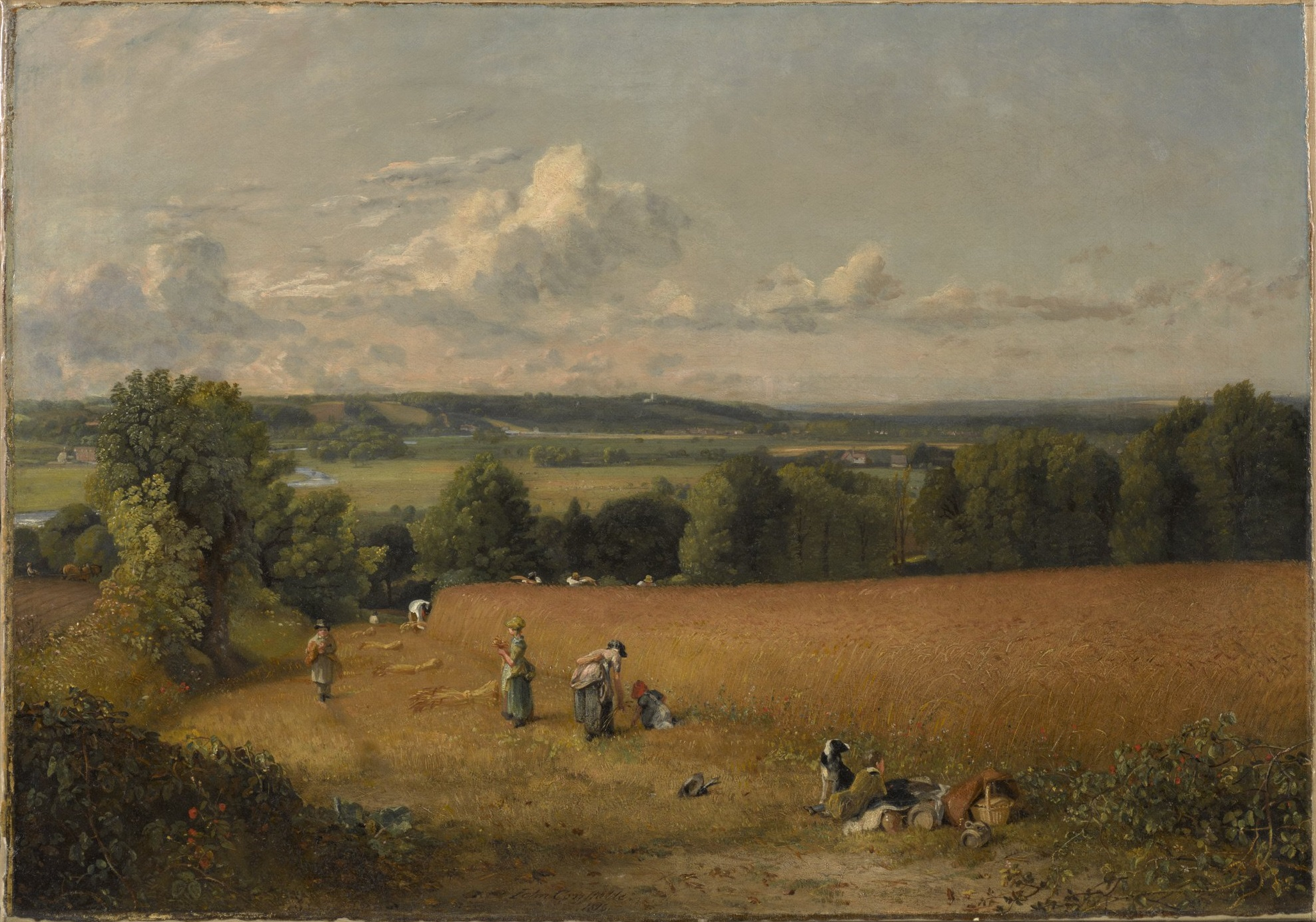
Le champ de blé, 1816, huile sur toile, 54,6 × 78,1 cm, Clark Art Institute.
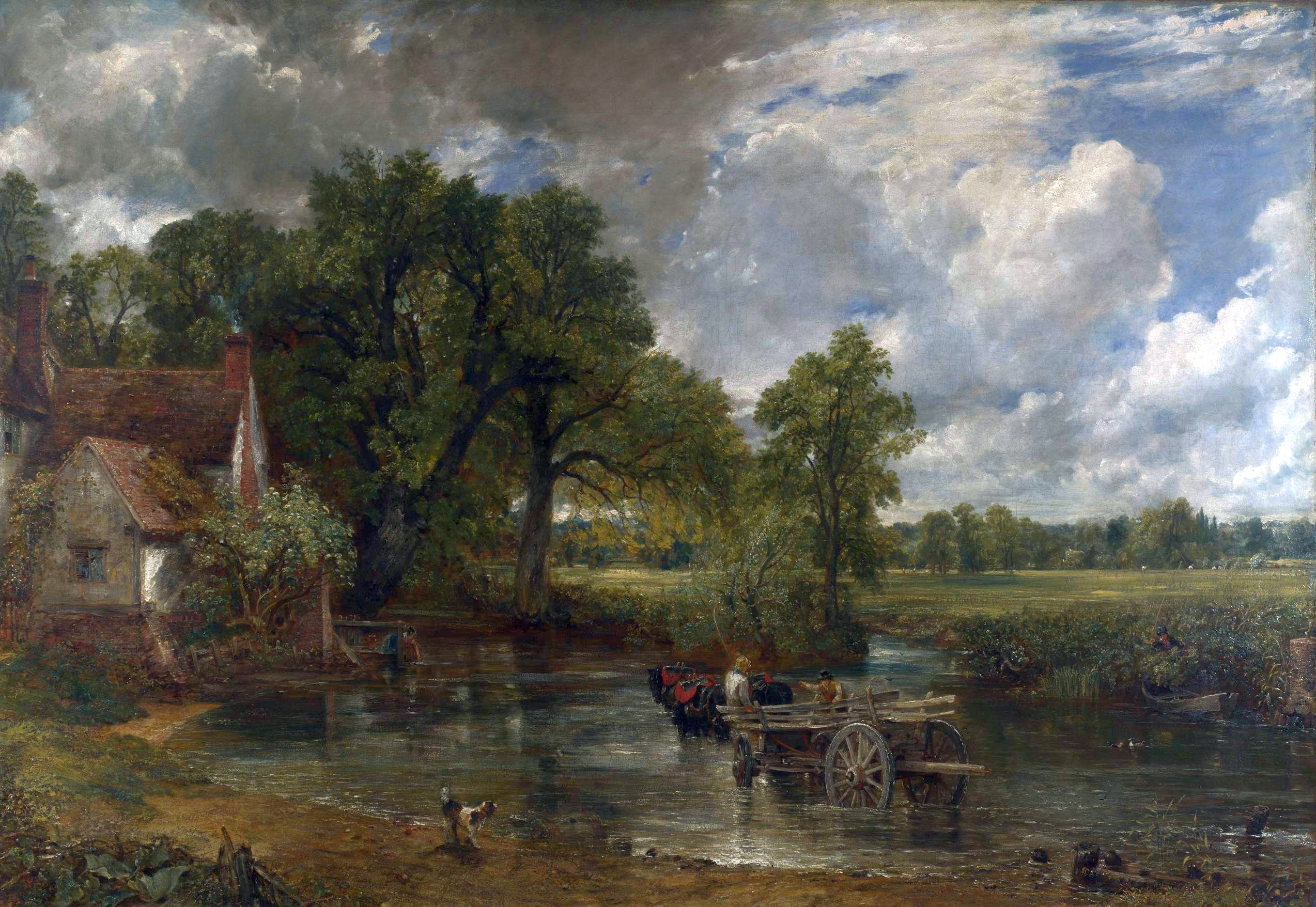
La Charrette de foin (The Hay Wain), 1821, huile sur toile. National Gallery (Londres).
La Cathédrale de Salisbury, 1823, huile sur toile, Victoria and Albert Museum (Londres).

### À Londres

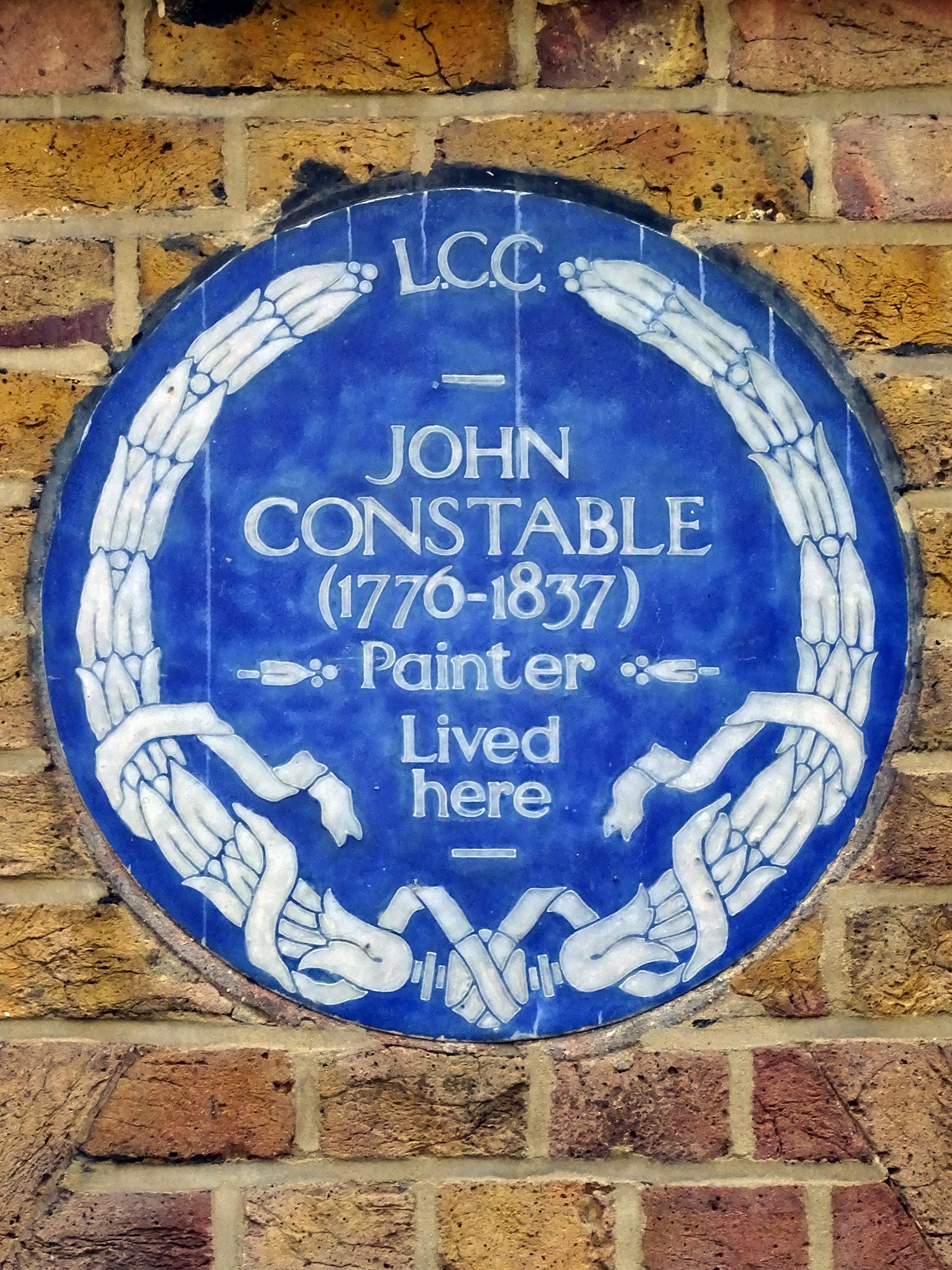
Plaque commémorative au 40, Well Walk
Hampstead à Londres.

À partir de 1817, il ne vit plus dans le Suffolk mais à Londres. Il fait appel à ses études de plein air pour réaliser de grandes toiles de « six pieds » (soit 1,85 m de large), impossibles à travailler en plein air. Pour chaque œuvre il compose une œuvre intermédiaire, de même grandeur que la toile finale.
En 1818, il exécute plus de portraits qu'en aucune autre année depuis 1806. Il espère accéder à la notoriété mais il doit aussi subvenir aux besoins de sa famille qui s'est récemment agrandie.
Le succès du Cheval blanc, exposé en 1819, première des grandes compositions qu'il consacre à sa Vallée, favorise son élection comme membre associé à la Royal Academy. En 1820, comme un hommage à l'entreprise familiale, il peint Le Moulin de Stratford, puis les années suivantes La Charrette de foin, L'Écluse et la Vue de la Stour, tous de taille monumentale, accordant à ces paysages la taille des sujets d'histoire.
Dans les années 1820, alors que le couple Fisher habite Salisbury, Constable et sa femme sont de nouveau invités chez eux. C'est l'occasion pour lui de réaliser plusieurs vues de la célèbre cathédrale.
L'enthousiasme des Français commence en 1821, lorsque Nodier et Géricault voient La Charrette de foin exposée à l'Académie. Deux marchands parisiens, Arrowsmith et Schroth, avaient réussi à convaincre Constable d'un grand succès possible en France et lui avaient acheté ses plus belles œuvres pour les présenter. Il s'agit de trois tableaux dont deux étaient des œuvres auxquelles Constable accordait le plus d'importance, La Charrette de foin et La Vue de la Stour, près de Dedham. La Charrette, présentée au Salon de Paris en 1824 avec quelques autres œuvres de lui, est admirée par Delacroix. C'est ainsi que Constable influença Millet, les peintres de l'école de Barbizon et ceux de l'école de Crozant. Son succès en France change le regard de ses compatriotes. Il devient l'un des premiers artistes d'Angleterre.
Depuis 1819 Hampstead Heath est une résidence d'été pour la famille de Constable. Il abandonne les vues de la campagne bocagère pour les grands espaces qu'il voit autour de lui. Que ce soit Le Val de Heath, L'Étang de Branch Hill ou la vue vers Londres, les perspectives changent. C'est en 1821 qu'il commence à faire des études de nuages. Au verso de ses croquis il prend des notes qui soulignent son observation analytique des conditions météorologiques.
En 1826, il loue de façon permanente une maison à Well Walk, sur les hauteurs de Hampstead Heath, en raison de la santé déclinante de sa femme. Il rejoint sa famille aussi souvent qu'il le peut, tout en maintenant une résidence à Londres dans Charlotte Street. Il écrit à son ami Fisher qu'il est « à cinq kilomètres de porte à porte - et peut avoir un message en une heure - et surtout voir la nature. » (dans RB Beckett, éd., John Constable's Correspondence, VI, Ipswich 1968, p.228).

### Le Temps de la mélancolie
Après avoir donné naissance à sept enfants – John Charles, Maria Louisa, Charles Golding, Isobel, Emma, Alfred et Lionel – Maria meurt de la tuberculose en 1828, ce qui bouleverse durablement son époux.
Il est élu membre de la Royal Academy of Arts le 10 février 1829.
Le père de son épouse, décédé peu de temps avant celle-ci, leur a légué 20 000 £. En 1829 Constable commence, avec le graveur David Lucas, la réalisation et la publication de son recueil English Scenery. Il ne cesse de faire reprendre ses gravures par Lucas, théorie illustrée de l'importance du clair-obscur dans la nature. Mais ce projet et de mauvais investissements vont le ruiner.
Ses dernières œuvres sont tout aussi importantes. Le Cénotaphe est un poignant hommage à deux personnalités importantes de sa vie : Joshua Reynolds, premier président de la Royal Academy et théoricien de l'art est représenté par son cénotaphe, au fond du parc de Sir George Beaumont qui vient de mourir.

À Londres
Beach of Brighton with sailing boats (coal ships before Brighton), 1824, huile sur papier, Victoria and Albert Museum (Londres).
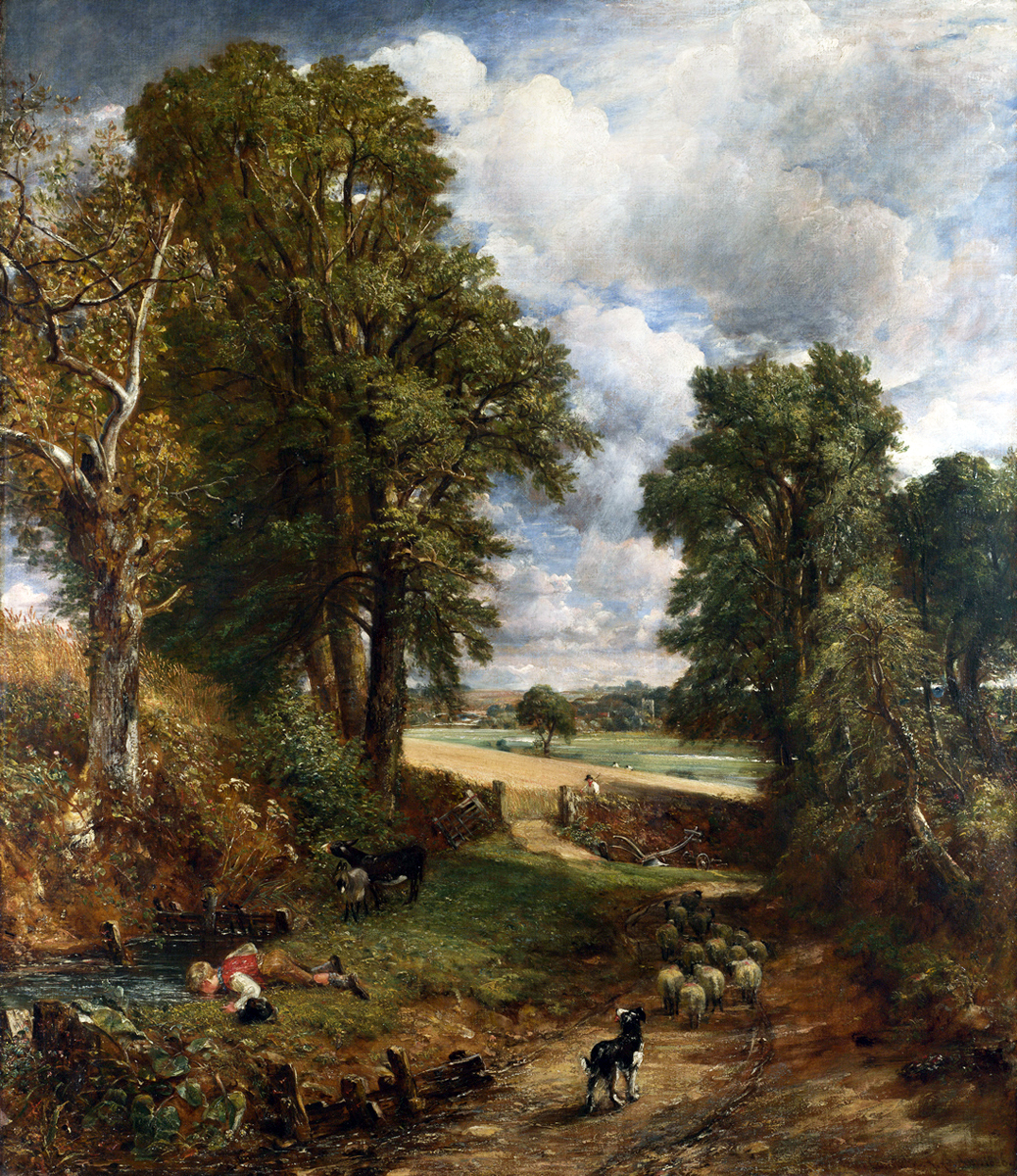
Le Champ de blé (The Cornfield), 1826, huile sur toile. National Gallery (Londres).
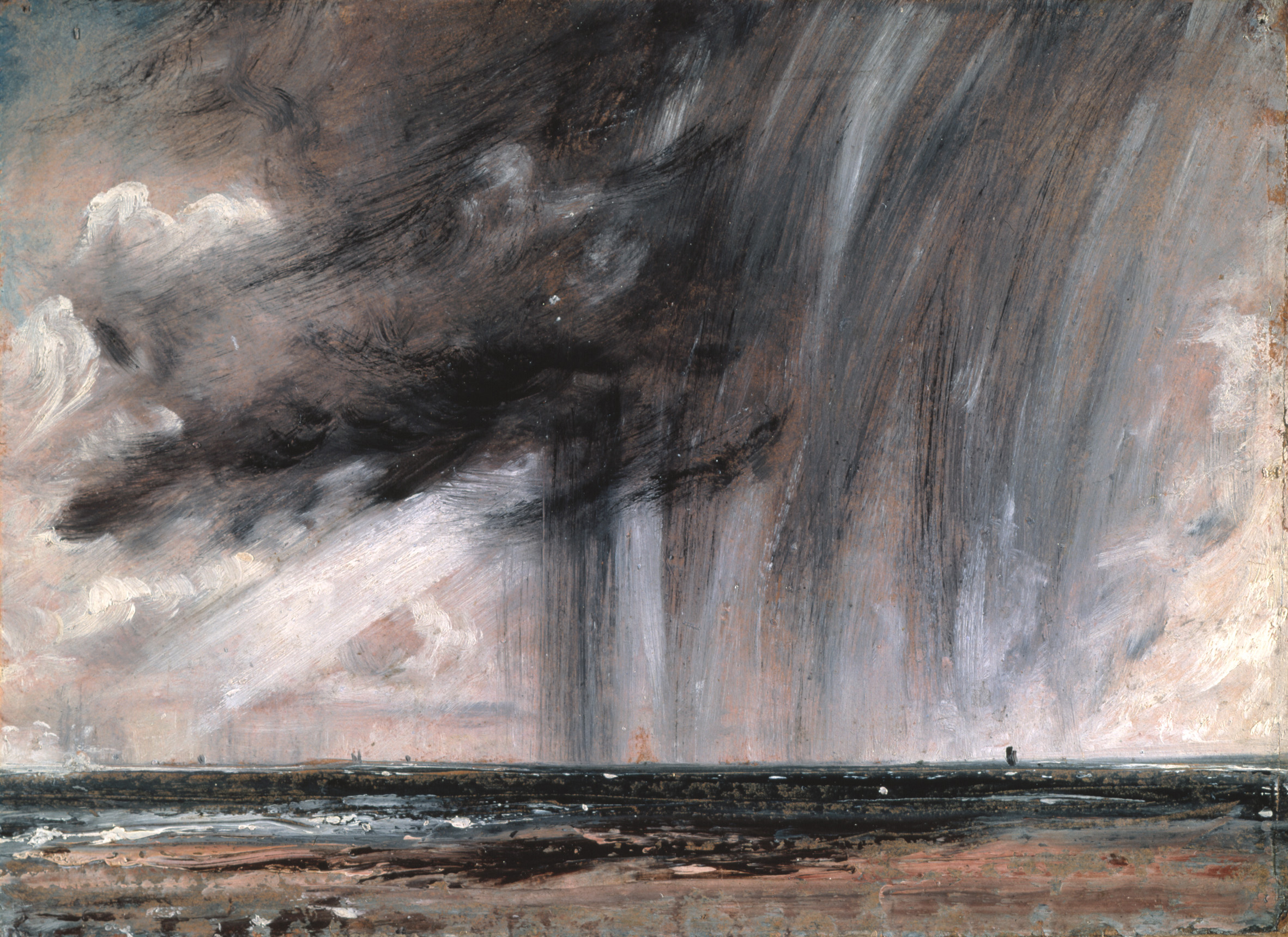
Étude de paysage marin avec nuage de pluie, vers 1827, huile sur papier. Royal Academy of Arts, Londres.

## Œuvre

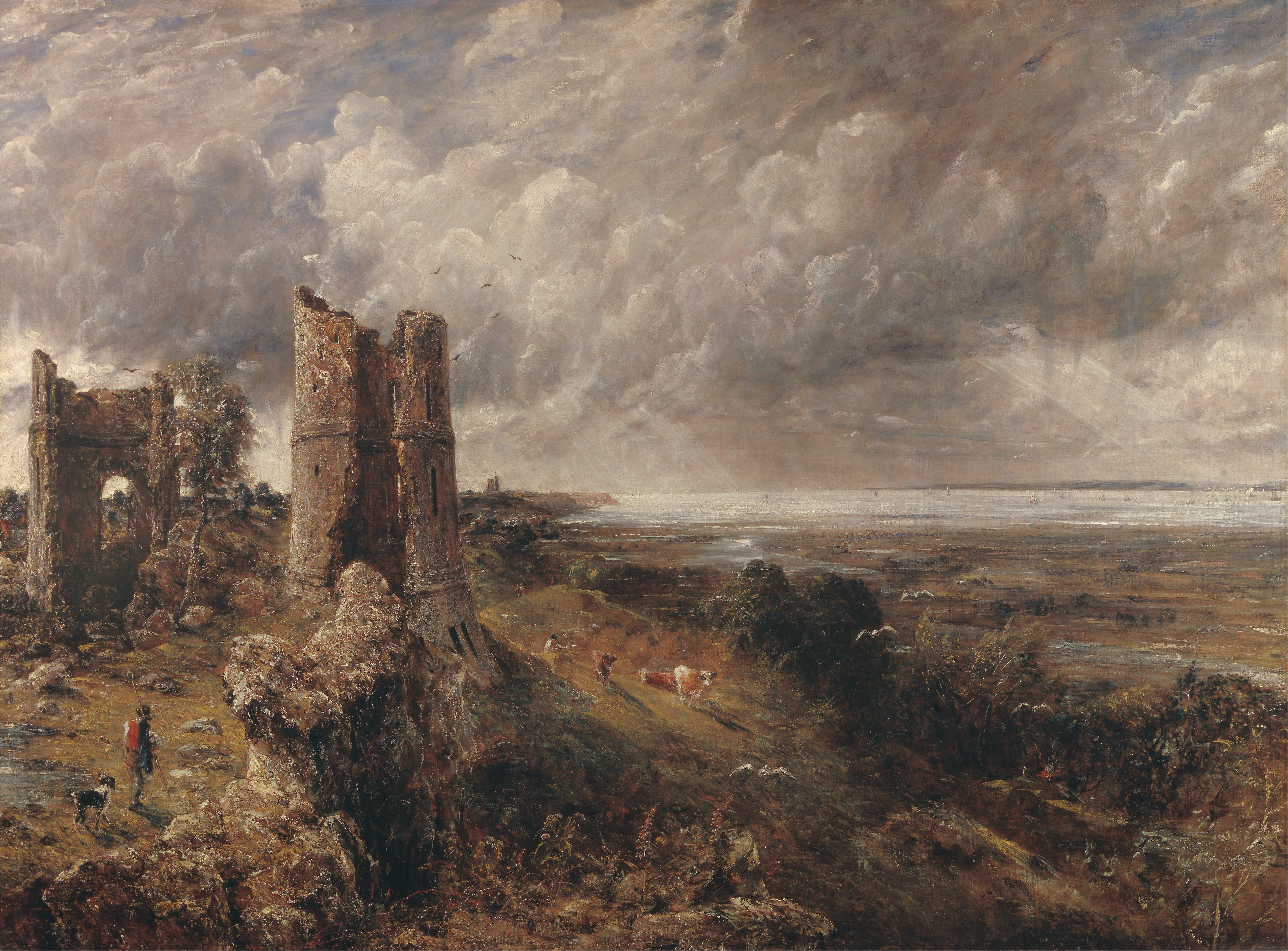
Le Château d'Hadleigh, 1829.

À l'époque des débuts de Constable l'enseignement académique rattache le paysage à la grande peinture historique. D'autres courants importants sont nés en Angleterre, qui recherche la beauté et l'harmonie, mais qui éprouve aussi le désir de se confronter aux éléments extrèmes. La peinture de paysage de Constable va bouleverser ces deux notions
Ses ciels sont particulièrement vibrants et en font un précurseur de l'impressionnisme. Il les étudie comme « le plus insaisissable des phénomènes du monde » et cherche à « déterminer l'informe ». Selon lui, « La peinture est une science, et elle devrait être une constante recherche des lois de la nature. Et pourquoi ne pas considérer la peinture des paysages comme une des branches de la philosophie de la nature, dont les expériences ne seraient autres que des tableaux ? ». Nous appellerions aujourd'hui « physique » ce qu'il nomme « philosophie de la nature », mais cette citation montre bien l'optique dans laquelle se trouvait Constable : il a créé avec d'autres une tradition artistique qui considère l'histoire du développement artistique comme représentant un progrès continu dans le sens de l'exactitude de la vision.
Sa méthode est simple : il part en balade pour peindre la nature elle-même. Et bien qu'il ait reçu une formation importante par l'étude de l'art pictural et ses techniques, il considère cela comme une vérité de seconde main : « Chaque fois que je me prépare à faire une esquisse d'après nature, je m'efforce d'oublier que j'aie jamais pu voir un tableau ».
Il prétend ainsi faire des découvertes techniques par l'observation et l'expérimentation continuelle. Selon lui, peindre est une transposition, pas une copie, et doit préserver les rapports d'ensembles.
Ainsi Constable s'est détaché des sujets classiques en allant peindre la nature elle-même dans son souci expérimental : le souci du développement technique modifie le but de l'art, et progressivement le modèle de la description va remplacer celui de la narration en peinture.
Les peintres flamands de l'époque, comme les peintres britanniques, vont contribuer eux aussi à ce bouleversement : la vision n'est qu'une duplication du monde. La naissance de cette esthétique est contemporaine des travaux d'optique des physiciens Huygens et Kepler, de l'invention de la camera obscura : le principe formulé est que les objets projettent d'eux-mêmes leur image sur une surface, de même qu'ils la projettent sur la rétine.
- Vallée de Dedham (Dedham Vale), 1802. Victoria and Albert Museum, Londres
- Paysage d'automne à East Bergholt, entre 1805 et 1808. Huile sur toile. 21,3 × 28,6 cm. Yale Center for British Art, New Haven, Connecticut
- Église à East Bergholt, 1809. Huile sur papier collé sur panneau. 10,2 × 15,7 cm. Yale Center for British Art, New Haven, Connecticut
- Paysage avec cottages, 1809-1810. Huile sur toile. 15 × 29,3 cm. Art Institute of Chicago, Chicago
- Flatford Mill, 1810-1811. Huile sur toile. 16 × 29,4 cm. Yale Center for British Art, New Haven, Connecticut
- Fen Lane, East Bergholt, vers 1811. Huile sur papier posé sur toile. 22,1 × 19,5 cm. Yale Center for British Art, New Haven, Connecticut
- Paysage avec arc en ciel double, 28 juillet 1812. Huile sur papier fixé sur toile. 33,7 × 38,5 cm. Victoria and Albert Museum, Londres
- East Bergholt, vers 1813. Huile sur panneau. 31,8 × 47 cm. Yale Center for British Art, New Haven, Connecticut
- La Baie de Weymouth, (environ 1816). Huile sur toile. 52 × 75 cm. National Gallery, Londres
- Le champ de blé,1816, Huile sur toile, 54,6 × 78,1 cm, Clark Art Institute, Williamstown
- Moulin de Flatford, 1816, 101,6 × 127 cm, Tate Britain, Londres
- Chaumière au bord d'un chemin à East Bergholt, 1817. Victoria and Albert Museum, Londres
- Le Cheval blanc, 1819. Frick Collection, New York
- Le Moulin de Dedham, 1820. Victoria and Albert Museum, Londres
- Étude pour la charrette de foin, 1821. Huile sur toile. 137 × 178 cm. Victoria and Albert Museum, Londres
- La Charrette de foin (The Hay Wain), 1821. Huile sur toile. 130 × 185 cm National Gallery, Londres
- Arbres à Hampstead. Le chemin de l'église, 1821. Huile sur toile. 91,4 × 72,7 cm. Victoria and Albert Museum, Londres
- L'Étang de Branch hill. Hampstead Heath, (environ 1823). Huile sur toile. 53,3 × 76,2 cm. National Gallery, Londres
- La Cathédrale de Salisbury, 1823. Huile sur toile. 87 × 111,8 cm. Victoria and Albert Museum, Londres (version ci-contre)
- Beach of Brighton with sailing boats (coal ships before Brighton), 1824, huile sur papier. 14.9 x 24.8 cm. Victoria and Albert Museum, Londres
- L'Écluse (The Lock), 1824. Huile sur toile. vue d'une écluse dans le Suffolk, campagne natale du peintre, Est de l'Angleterre.
- La Cathédrale de Salisbury (Salisbury Cathedral), vers 1825, Metropolitan Museum de New York
- Le Cheval bondissant (The Leaping Horse), 1825. Huile sur toile 129 × 188 cm. Royal Academy, Londres
- Le Champ de blé,  (The Cornfield), 1826. Huile sur toile. 142,8 × 121,8 cm. National Gallery, Londres
- Parham Mill, Gillingham, vers 1826. Huile sur toile. 50.2 x 60.3 cm. Yale Center for British Art, New Haven, Connecticut
- Seascape Study with Rain Cloud, 1827. Huile sur papier. 22.2 x 31.1 cm. Royal Academy of Arts, Londres
- Le Château d'Hadleigh, 1829. Huile sur toile. 121,9 × 164,5 cm. Centre d'art britannique de Yale, New Haven
- Cottage à East Bergholt, 1833. Huile sur toile. 87.5 × 112 cm. Lady Lever Art Gallery, Port Sunlight, Merseyside
- Worcester vue du nord, 1835. Victoria and Albert Museum, Londres
- La Classe de Sainte Marie, 1825, Huile sur toile, 85 x 110 cm. Musée du Louvre, Paris
- La Ferme de la vallée, 1835. Tate Britain, Londres
- Deux de ses toiles sont exposées au Birmingham Museum and Art Gallery, Birmingham

Non daté :
- Le Front de mer et la Jetée de Brighton. Huile sur toile. 125,8 × 181,6 cm. Tate Gallery, londres
- La Chaumière dans un champ de blé. Huile sur toile. 62,2 × 51,4 cm. Victoria and Albert Museum, Londres

## Postérité

### Hommage
- Une plaque en son souvenir est située au numéro 40 de Well Walk.
- (8237) Constable, astéroïde.

### Marché de l'art
- L'Écluse 1824, vendu aux enchères en juillet 2012 chez Christie's, Londres pour 22 400 000 GBP soit 27 900 000 euros est l’œuvre du peintre la plus chère à cette date.

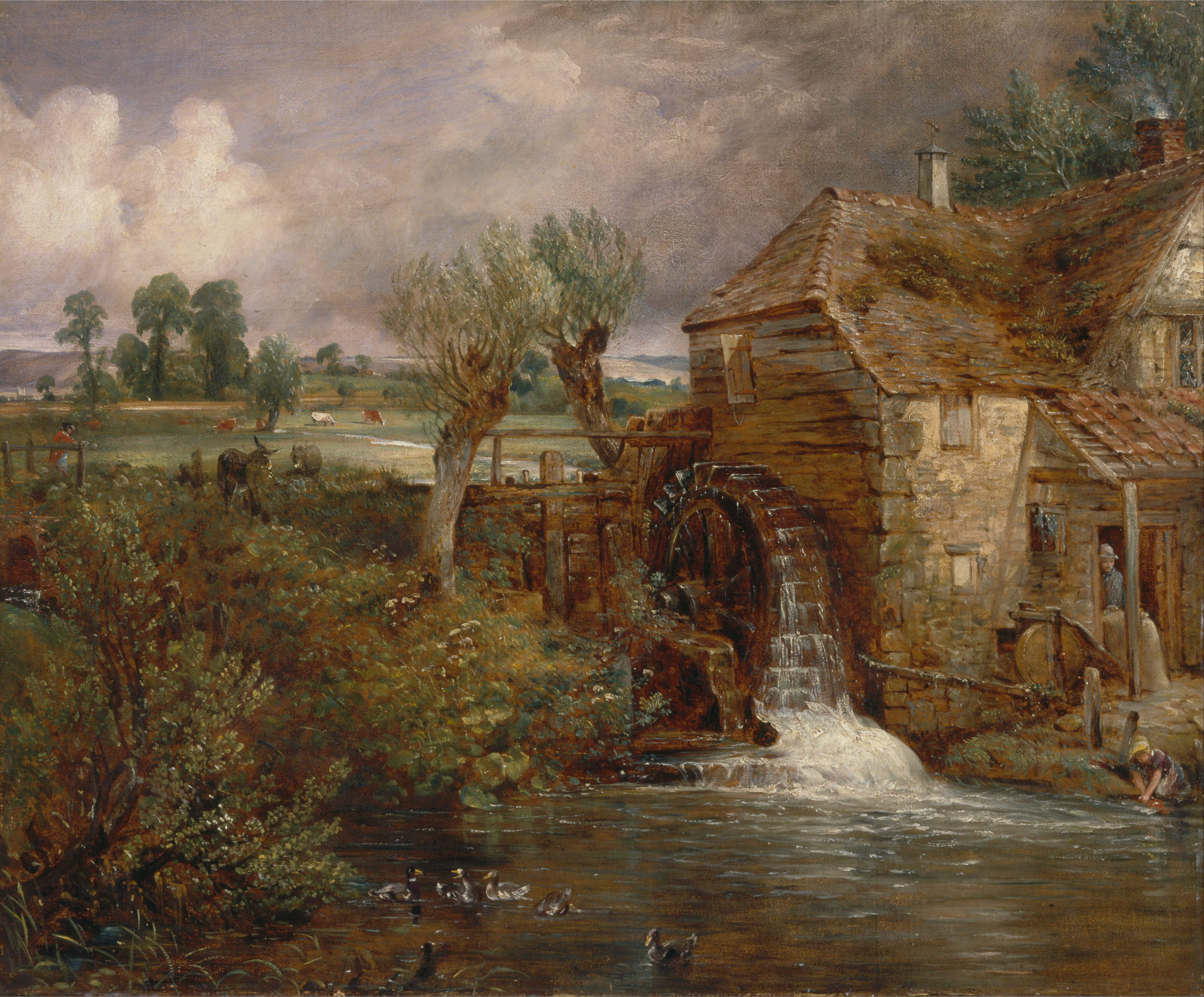
Parham Mill, Gillingham, vers 1826, huile sur toile. Yale Center for British Art, New Haven, Connecticut